# Cotes
Cotes és un municipi del País Valencià situat a la comarca de la Ribera Alta.
Limita amb Alcàntera de Xúquer, Antella, Càrcer, Sellent i Sumacàrcer (a la mateixa comarca); amb Anna i Xella (a la comarca de la Canal de Navarrés).

## Geografia
Travessen el terme de Cotes, de 5,8 km², el riu riu Sellent, la séquia Mineta, la séquia Escalona i Xúquer i el cim del Montot (417 m) permet observar tota la vall i gran part de la Ribera; la cova de la Moneda i el clot del Negre, meandre del Xúquer on es pot prendre el bany.

## Història
Alqueria musulmana, Jaume I la donà a l'abat de la cartoixa d'Escaladei el 1238. Passà com a baronia successivament als Matoses, als Castellar, als Ortiz, als Blanes i als Palafox, marquesos d'Ariza; lloc de moriscs, en 1609 va quedar despoblat; va sofrir els efectes del terratrèmol del 1748.

## Demografia
| 1990 | 1992 | 1994 | 1996 | 1998 | 2000 | 2002 | 2004 | 2006 | 2007 |
| ---- | ---- | ---- | ---- | ---- | ---- | ---- | ---- | ---- | ---- |
| 390  | 389  | 403  | 375  | 372  | 369  | 378  | 363  | 365  | 373  |

## Economia
Basada tradicionalment en l'agricultura. Predominen els cultius de regadiu, abastits per les aigües del riu Sallent. Els principals cultius són: taronja, arròs, faves, melons, etc.

## Política i Govern

### Composició de la Corporació Municipal
El Ple de l'Ajuntament està format per 7 regidors. En les eleccions municipals de 26 de maig de 2019 foren elegits 6 regidors de l'Agrupació PIC (PIC) i 1 del Partit Popular (PP).
| Eleccions municipals de 26 de maig de 2019 - Cotes                                                                               |                                     |                                     |                                     |      |          |          |
| Candidatura | Candidatura                         | Candidatura                         | Cap de llista                       | Vots | Vots     | Regidors |
| | Agrupació PIC                       |                                     | Rosa Emilia Lorente Soriano         | 171  | 84,41%   | 6 (+2)   |
| | Partit Popular                      |                                     | Yésica García Zornoza               | 30   | 14,63%   | 1 (-2)   |
| | Vots en blanc                       |                                     |                                     | 4    | 1,95%    |          |
| Total vots vàlids i regidors | Total vots vàlids i regidors        | Total vots vàlids i regidors        | Total vots vàlids i regidors        | 205  | 100 %    | 7        |
| | Vots nuls                           | Vots nuls                           | Vots nuls                           | 10   | 4,65%    |          |
| Participació (vots vàlids més nuls)                                                                                              | Participació (vots vàlids més nuls) | Participació (vots vàlids més nuls) | Participació (vots vàlids més nuls) | 215  | 76,24%** |          |
| Abstenció | Abstenció                           | Abstenció                           | Abstenció                           | 67*  | 23,76%** |          |
| Total cens electoral | Total cens electoral                | Total cens electoral                | Total cens electoral                | 282* | 100 %**  |          |
| Alcaldessa: Rosa Emilia Lorente Soriano (PIC) (15/06/2019) Per majoria absoluta dels vots dels regidors (per unanimitat, 7 vots) |                                     |                                     |                                     |      |          |          |
| Fonts: JEC, JEZ Xàtiva, M. Interior, Periòdic Ara. (* No són vots sinó electors. ** Percentatge respecte del cens electoral.)    |                                     |                                     |                                     |      |          |          |

### Alcaldes
Des de 2015 l'alcaldessa de Cotes és Rosa Emilia Lorente Soriano, del Partit Independent de Cotes (PIC), qui ja va ser alcaldessa entre 2011 i 2012.
| Període                       | Alcalde o alcaldessa                                     | Partit polític | Data de possessió     | Observacions                     |
| ----------------------------- | -------------------------------------------------------- | -------------- | --------------------- | -------------------------------- |
| 1979–1983                     | Joaquín Martínez Such                                    | AILU           | 19/04/1979            | --                               |
| 1983–1987                     | José Martínez Such                                       | LV             | 28/05/1983            | --                               |
| 1987–1991                     | Rafael Esteve Bañó                                       | ISMA           | 30/06/1987            | --                               |
| 1991–1995                     | Rafael Esteve Bañó                                       | PSPV-PSOE      | 15/06/1991            | --                               |
| 1995–1999                     | José Gonzálvez Ramón                                     | PP             | 17/06/1995            | --                               |
| 1999–2003                     | José Gonzálvez Ramón                                     | PP             | 03/07/1999            | --                               |
| 2003–2007                     | José Gonzálvez Ramón                                     | PP             | 14/06/2003            | --                               |
| 2007–2011                     | José Gonzálvez Ramón                                     | PP             | 16/06/2007            | --                               |
| 2011–2015                     | Rosa Emilia Lorente Soriano Juan Eduardo Sucias Moscardó | PIC PP         | 11/06/2011 27/10/2012 | Moció de censura 3 PP +1 PSPV -- |
| 2015–2019                     | Rosa Emilia Lorente Soriano                              | PIC            | 13/06/2015            | --                               |
| 2019-2023                     | Rosa Emilia Lorente Soriano                              | PIC            | 15/06/2019            | --                               |
| Des de 2023                   | n/d                                                      | n/d            | 17/06/2023            | --                               |
| Fonts: Generalitat Valenciana |                                                          |                |                       |                                  |

## Monuments
- Església de Sant Miquel Arcàngel. Del segle XVII
- Algunes cases nobiliàries

## Llocs d'interés
- El Montot, cim des d'on es pot veure tota la vall i part de la comarca.
- Cova de la Moneda o dels rates-penades, situada en la muntanya del Montot, al nord-oest de la població i a uns 3,5 km de distància, té una profunditat de 43 metres i un recorregut total de 303 m.
- Clot del Negre, revolta del riu Xúquer on es pot prendre el bany en la seua platja natural.

## Festes
- Sant Antoni, el dia 17 de gener es crema una foguera en la plaça del poble.
- Sant Isidre Llaurador, patró dels agricultors el dia 28 de setembre.
- Sant Miquel Arcàngel, patró del poble, el 29 de setembre.

## Gastronomia
Quant a la gastronomia podem degustar arròs al forn amb careto, arròs amb fesols i naps o paella negra amb carxofes i faves; de dolç mona de Pasqua, coques cristines, arnadí i fogasses.